# Coullia clysmae
Coullia clysmae is een eenoogkreeftjessoort uit de familie van de Laophontidae. De wetenschappelijke naam van de soort is voor het eerst geldig gepubliceerd in 1972 door Por & Marcus.